# تأثير ماتيلدا

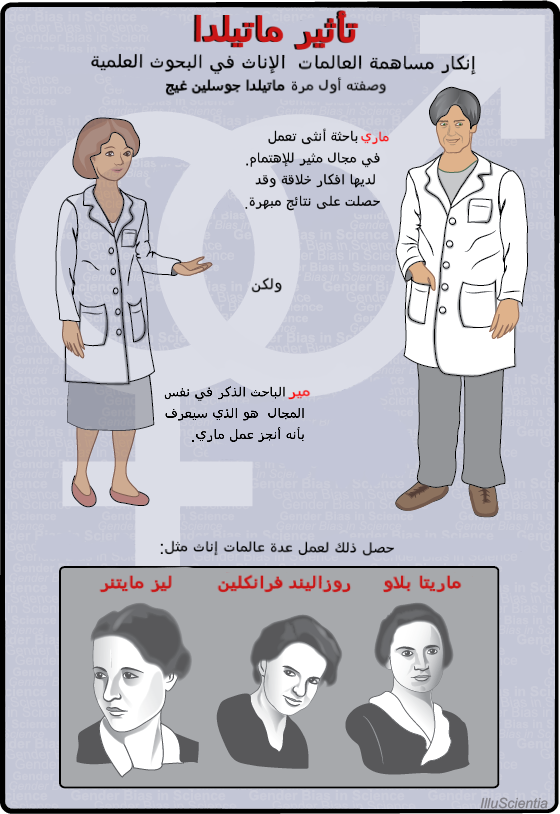
تأثير ماتيلدا.

يعرف مصطلح تأثير ماتيلدا بأنه القمع المنهجي وإنكار مساهمات النساء العالمات في مجال البحوث اللائي عادة ما ينسب عملهن لزملائهن من الذكور.
وسمي التأثير باسم الناشطة الأمريكية التي تدافع عن حقوق المرأة ماتيلدا جوسلين غيج، وهي أول من رصد ووصف هذه الظاهرة بنهاية القرن التاسع عشر.
يرتبط تأثير ماتيلدا بـتأثير ماثيو، الذي يقول بأنه غالبًا ما يحظى العلماء البارزون بالكثير من التكريم مقارنة بالباحثين غير المعروفين حتى وإن كانت أعمالهم متشابهة.
قدم روسيتر العديد من الأمثلة حول هذا التأثير: تروتولا، الطبيبة الإيطالية (القرنين الحادي عشر والثاني عشر)، التي ألفت كتبًا نسبت إلى مؤلفين ذكور بعد موتها، وأدى العداء للمرأة كمعلمة وطبيبة إلى إنكار وجودها. وقضايا القرن العشرين المشهورة هي قضايا روزاليند فرانكلين، ليز مايتنر وماريتا بلو.